# Saint-Julien-Puy-Lavèze
Saint-Julien-Puy-Lavèze is een gemeente in het Franse departement Puy-de-Dôme in de regio Auvergne-Rhône-Alpes en telt 328 inwoners (2005). De plaats maakt deel uit van het arrondissement Clermont-Ferrand.

## Geografie
De oppervlakte van Saint-Julien-Puy-Lavèze bedraagt 28,5 km², de bevolkingsdichtheid is 11,5 inwoners per km².

## Verkeer en vervoer
In de gemeente ligt spoorwegstation Laqueuille.
De onderstaande kaart toont de ligging van Saint-Julien-Puy-Lavèze met de belangrijkste infrastructuur en aangrenzende gemeenten.

## Demografie
Onderstaande figuur toont het verloop van het inwonertal (bron: INSEE-tellingen).